# Lancisia
Lancisia là một chi thực vật có hoa trong họ Cúc (Asteraceae).

## Loài
Chi Lancisia gồm các loài: